# Knoebels
Knoebels Amusement Resort est un complexe de loisirs comprenant un parc d'attractions familial ainsi qu’une aire de pique-nique et un camping situé à Elysburg, en Pennsylvanie. Le complexe appartient à la famille Knoebel.

## Histoire
Knoebel est situé dans une petite vallée boisée, au centre de la Pennsylvanie qui fut connue sous le nom de « Peggy Farm ». Le lieu devient une destination populaire dès le début des années 1920.
Henry Knoebel, qui cultivait ces terres commença par vendre des boissons, des en-cas et des crèmes glacées aux visiteurs. La popularité du « Knoebel’s Grove » grandit, jusqu’en 1926, où est officiellement ouvert le Knoebels Amusement Park. Le parc compte alors un restaurant, une attraction de la Philadelphia Toboggan Company et plusieurs autres jeux et attractions. Le 4 juillet de cette année est inaugurée une grande piscine (The Crystal Pool) à la place du puits d’eau qui faisait office.
En 1962, une zone de campement est ouverte derrière le parc. Elle recouvrait en 2004 une surface de 650 000m².
Le parc compte aujourd’hui plus de 50 attractions, l’entrée au parc est toujours restée libre, avec un parking gratuit. L’accès aux attractions fonctionne par l’achat de carnets de tickets. Le nombre de tickets dépend ensuite du type d’attraction.

## Le parc d'attractions

### Les montagnes russes

#### En fonction

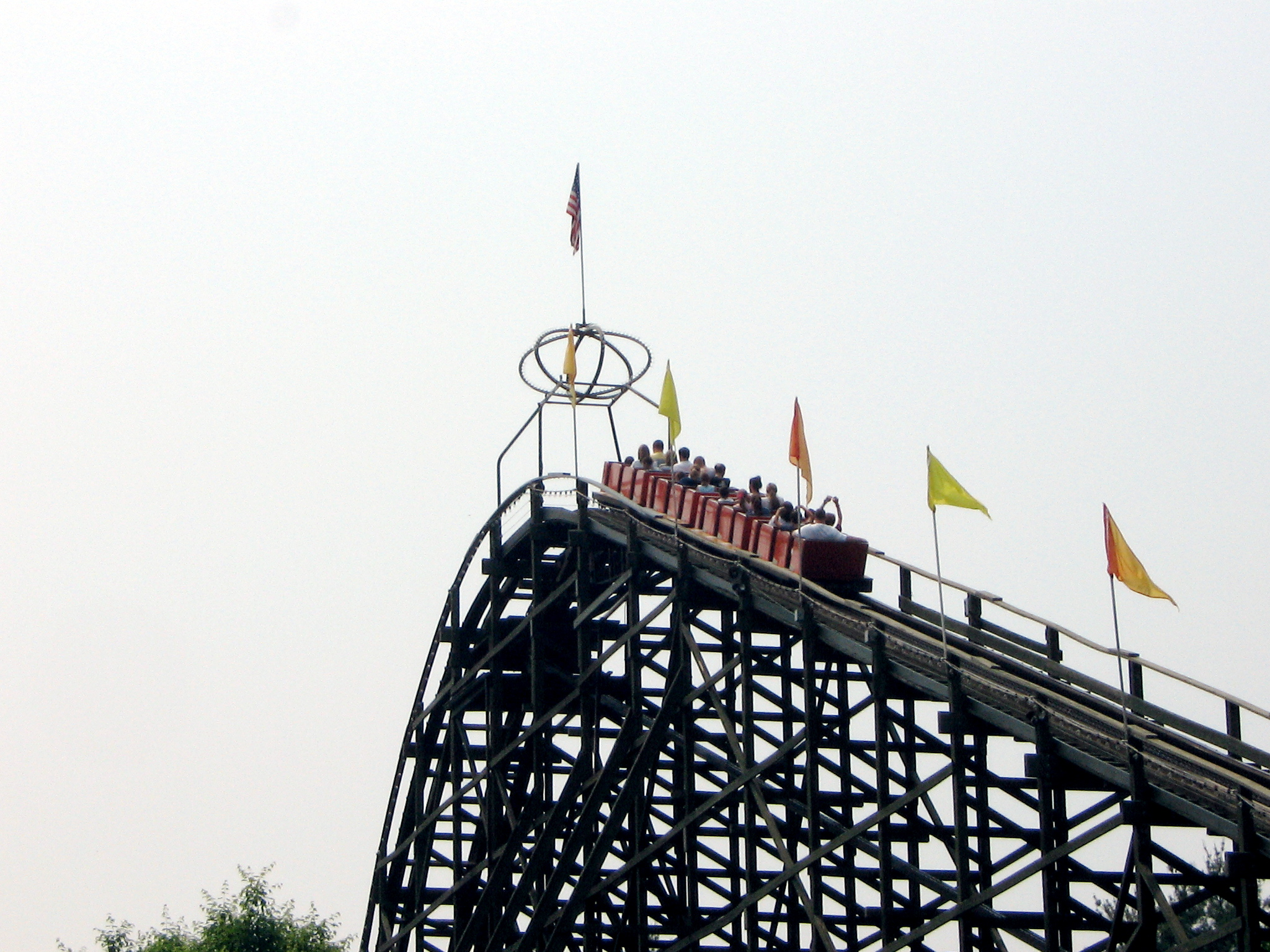
Les montagnes russes en bois Phoenix.

- Black Diamond (2011) Montagnes russes en métal de Philadelphia Toboggan Company (construites pour le parc Dinosaur Beach sous le nom Golden Nugget et récupérées par Knoebels en 2011)
- Flying Turns (2013) Montagnes russes en bois
- Impulse (2015) Montagnes russes en métal Zierer.
- Kozmo's Kurves (2009)
- Phoenix (1985) Montagnes russes en bois Philadelphia Toboggan Company (construites pour le parc Playland sous le nom de Rocket et récupérées par Knoebels par la suite)
- Twister (1999) John Allen design

#### Disparues
- High Speed Thrill Coaster (1955 - 2008) Montagnes russes en métal
- Jet Star (1977 - 1992) Anton Schwarzkopf Jet Star
- Whirlwind (1993 - 2004) Vekoma montagnes russes en métal

### Attractions aquatiques
- Sklooosh!- Bûches, Hopkins Rides (1997)

### Autres attractions
- Ferris Wheel - Grande roue
- Lusse Auto Scooters - Autos tamponneuses
- Flyer - Flying Scooters
- Haunted Mansion - Parcours scénique
- Whipper - The Whip

## Récompenses
- Golden Ticket Awards (Depuis 1999) - Meilleure nourriture